# Nostang
Nostang település Franciaországban, Morbihan megyében. Lakosainak száma 1650 fő (2022. január 1.). Nostang Brandérion, Languidic, Landévant, Landaul, Locoal-Mendon, Sainte-Hélène, Merlevenez és Kervignac községekkel határos.

## Népesség
A település népességének változása:
| Lakosok száma | 763  | 829  | 1050 | 1216 | 1469 | 1512 | 1545 | 1576 | 1607 | 1650 |
|               | 1968 | 1982 | 1990 | 2006 | 2013 | 2015 | 2017 | 2019 | 2020 | 2022 |